# Maciej Banaszak (kolarz)
Maciej Banaszak (ur. 11 października 2005 w Poznaniu) – polski kolarz szosowy, zawodnik profesjonalnej, polskiej drużyny kontynentalnej Voster ATS Team. Czterokrotny medalista Mistrzostw Polski w kategoriach juniorskich, mistrz Polski juniorów młodszych w wyścigu ze startu wspólnego z roku 2021.

## Kariera sportowa

### Wczesne lata
Urodził się w Poznaniu. Kolarstwo zaczął uprawiać w 2020 roku w Klubie Kolarskim Tarnovia, którego jest wychowankiem.

### 2021
Pierwsze sukcesy odniósł w 2021 roku. Został wówczas mistrzem Polski juniorów młodszych w szosowym wyścigu ze startu wspólnego oraz drugim wicemistrzem Polski juniorów młodszych w jeździe indywidualnej na czas.

### 2022
W 2022 został drugim wicemistrzem Polski juniorów w jeździe dwójkami na czas w parze z Antonim Kidą. Ponadto uplasował się na Górskich Mistrzostwach Polski w Kolarstwie Szosowym, zajmując 5. miejsce w kategorii juniorów.

### 2023
W 2023 ponownie zdobył medal Mistrzostw Polski juniorów w jeździe dwójkami na czas, tym razem, zostając drugim wicemistrzem Polski w parze z Wojciechem Płonką. Również z dobrej strony pokazał się na międzynarodowym wyścigu Golden Wheeel Dobczyce Juniors, zajmując drugie miesjce w klasyfikacji generalnej oraz zostając mistrzem Polski krajowego zrzeszenia LZS. Zwyciężył także w Ogólnopolskim Kryterium Kolarskim w Wieluniu. Jako reprezentant Polski wziął udział w wyścigu Trofeo Saarland oraz Eroica Juniores, które należą do serii wyścigów UCI Junior Nations' Cup.

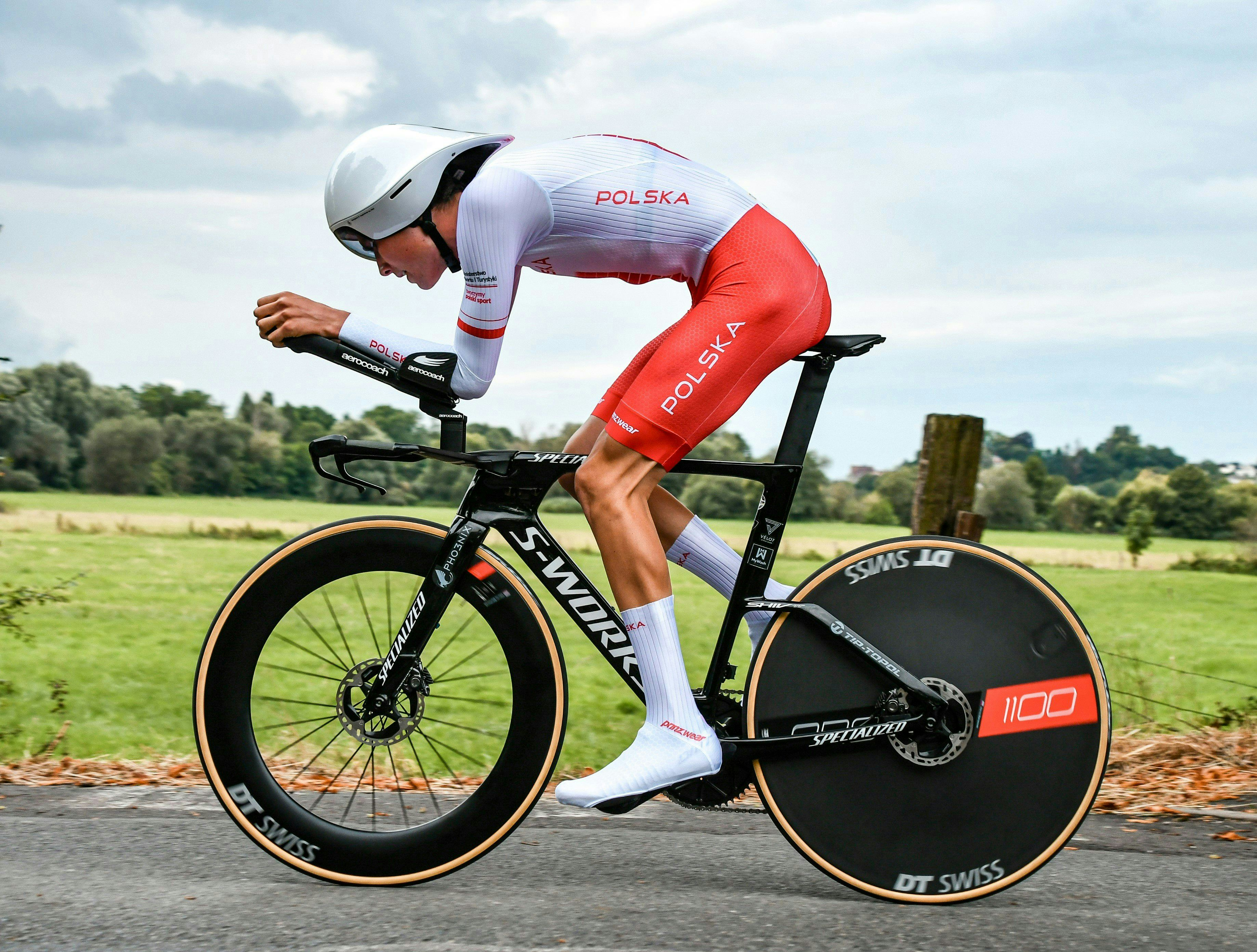
Maciej Banaszak podczas prologu na Tour de l'Avenir 2024

### 2024
Rok 2024 był dla niego pierwszym w wyższej kategorii wiekowej U23. Dzięki dobrym występom na wyścigach Tour of Małopolska oraz Orlen Wyścig Narodów dostał zaproszenie do Reprezentacji Polski U23 i uczestniczył w takich wyścigach, jak Wyścig Solidarności i Olimpijczyków, Visegrad 4 Bicycle Race, Okolo Jižních Čech oraz Tour de l’Avenir, czyli młodzieżowym Tour de France, na którym pokazał się z bardzo dobrej strony. Po bardzo dobrym sezonie podpisał kontrakt z zawodową, Polską drużyną kontynentalną Voster ATS Team.

## Medale Mistrzostw Polski
Opracowano na podstawie:
2021
- 1. miejsce w mistrzostwach Polski juniorów młodszych (start wspólny)
- 3. miejsce w mistrzostwach Polski juniorów (jazda indywidualna na czas)

2022
- 3. miejsce w mistrzostwach Polski juniorów (jazda dwójkami na czas)

2023
- 2. miejsce w mistrzostwach Polski juniorów (jazda dwójkami na czas)

## Sponsorzy

### TIP-TOPOL Sp. z o.o.
W 2022 roku rozpoczął współpracę z firmą Tip-Topol produkującą resory pneumatyczne do samochodów ciężarowych oraz autobusów.

### PHO3NIX FOUNDATION
W 2023 roku rozpoczął współpracę z fundacją Pho3nix, zajmującą się wspieraniem młodych sportowców w ich karierze.